# Roberto Salvadori
Roberto Salvadori (* 29. Juli 1950 in Magenta) ist ein ehemaliger italienischer Fußballspieler auf der Position des Verteidigers.

## Laufbahn
Nachdem er drei Spielzeiten beim seinerzeitigen Drittligisten Verbania Calcio verbracht hatte, wechselte Salvadori 1972 zum Ligarivalen US Alessandria Calcio, mit dem er die in der Saison 1972/73 erstmals ausgetragene Coppa Italia Serie C gewann.
Für die darauffolgende Saison 1973/74 wechselte Salvadori in die Serie A zur AC Turin, bei der er eine komplette Dekade blieb, bevor er 1983 zu US Alessandria Calcio zurückkehrte und dort seine aktive Laufbahn beendete.
Seinen größten Erfolg mit der AC Turin feierte Salvadori unter Trainer Luigi Radice mit dem Gewinn des Scudetto in der Saison 1975/76. Es war der bisher einzige Meistertitel des Vereins nach der Zeit des Grande Torino und Salvadori lief in allen 30 Ligaspielen von Beginn an auf.

## Ehrungen
Im Jahr 2015 wurde Salvadori in die Hall of Fame des FC Turin aufgenommen.

## Erfolge
- Italienischer Meister: 1975/76 (mit der AC Turin)
- Sieger der Coppa Italia Serie C: 1972/73 (mit der US Alessandria Calcio)